# Olle Engström
Olle Engström, född 1920, död 2003, var rektor vid Teologiska Seminariet åren 1962 - 1985. 
Engström var sedan ungdomen engagerad i Svenska Missionsförbundet. Han arbetade aktivt med ekumenik i Sverige och internationellt. Som sekreterare i Frikyrkliga Studentrörelsen deltog han som delegat i Kyrkornas Världsråd i Evanston, USA 1954. I Kyrkornas världsråd var han sedan delegat i Exekutivkommittén och Centralkommittén. Engström var Svenska Missionsförbundets representant i Internationella Kongregationalistrådet och var därigenom med och bildade Reformerta kyrkornas världsallians. 
Olle Engström var med om att lägga grunden till den organisation som längre fram blev Sveriges Frikyrkoråd och som tillsammans med Svenska Ekumeniska Nämnden bildade Sveriges Kristna Råd (SKR). 
Efter sin pensionering var Engström en period ledamot av Folkpartiets styrelse.